# MachineGames
MachineGames — шведський розробник відеоігор, що базується в Уппсалі. Студія була заснована у 2009 році сьома колишніми співробітниками Starbreeze Studios, включно з Магнусом Геґдалом, засновником Starbreeze. Після безуспішного подання ігрових ідей кільком видавцям, MachineGames домовилася з Bethesda Softworks про розробку нової частини серії Wolfenstein в липні 2010 року, а в листопаді вона була придбана материнською компанією Bethesda, ZeniMax Media. Студія розробила такі частини Wolfenstein, як The New Order (2014), The Old Blood (2015), The New Colossus (2017), Youngblood і Cyberpilot (обидві 2019).

## Історія
Команда засновників MachineGames, у яку входили Кьєлл Емануельссон, Джерк Густафссон, Магнус Геґдал, Джим Кьєллін, Фредрік Люнгдаль, Єнс Маттіс і Майкл Вінн, раніше працювала у шведській студії розробки відеоігор Starbreeze Studios, засновником якої був Геґдал. У середині 2009 року коли Starbreeze працювала над грою Syndicate, вона мала понад 100 співробітників, і команда із семи осіб вирішила заснувати власну студію. Усі семеро покинули Starbreeze і заснували MachineGames в Уппсалі, Швеція. Густафссон став виконавчим директором та продюсером, а Маттіс зайняв місце креативного директора. Незабаром після цього, Геґдал і Вінн покинули студію з особистих причин. Протягом першого півтора року команда MachineGames обмірковувала ігрові ідеї та пропонувала їх різним видавцям, включно з Bethesda Softworks, але всі вони були відхилені. Коли в команди закінчилися кошти, вона вирішила або продати свої будинки для подальшого фінансування, або повністю закрити студію.
Приблизно водночас, компанія-розробник id Software і права на серію ігор Wolfenstein були придбані материнською компанією Bethesda, ZeniMax Media. Після цього придбання, Bethesda запропонувала MachineGames попрацювати над однією зі своїх інтелектуальних власностей, і коли Маттіс дізнався, що в той час ніхто не займався грою Wolfenstein, він клопотав про те, що MachineGames могла розробити її. У липні 2010 року Маттіс, Густафссон та інші співробітники MachineGames відвідали id Software в Мескіті, Техас, щоби обговорити цю перспективу. id Software була вражена роботою команди, коли та працювала в Starbreeze, і лише попросила MachineGames використовувати їхній рушій id Tech 5. У листопаді були завершені всі необхідні документи для MachineGames по розробці Wolfenstein, і студія стала дочірньою компанією ZeniMax. Після цього, MachineGames змінила свою юридичну назву на ZeniMax Sweden AB та почала наймати нових співробітників, число яких склало не менше 50 осіб у червні 2013 року. За словами Густафссона, приблизно 70 % персоналу в той час складали колишні співробітники Starbreeze.
MachineGames розробили Wolfenstein: The New Order (2014) та її приквел Wolfenstein: The Old Blood (2015). У червні 2016 року студія випустила безплатний епізод для Quake (1996) від id Software на честь двадцятої річниці гри. Wolfenstein II: The New Colossus, продовження The New Order, було випущено в жовтні 2017 року. У вересні 2018 року було повідомлено, що студія розробляє Wolfenstein III. У 2019 році були випущені Wolfenstein: Youngblood, кооперативний спін-оф основної серії Wolfenstein, а також гра для віртуальної реальності Wolfenstein: Cyberpilot.
У березні 2021 року ZeniMax Media була придбана Microsoft за 7,5 мільярдів $ та стала частиною Xbox Game Studios. MachineGames розробила новий епізод для Quake, який було випущено разом із ремастером оригінальної гри в серпні. Того ж місяця Маттіс пішов зі студії; його місце зайняв художній директор Аксель Торвеніус. У січні 2024 року студія представила пригодницький бойовик Indiana Jones and the Great Circle, створений на основі франшизи «Індіана Джонс» та анонсований кількома роками раніше.

## Розроблені ігри
| Рік  | Назва                              | Платформа                                                                                   |
| ---- | ---------------------------------- | ------------------------------------------------------------------------------------------- |
| 2014 | Wolfenstein: The New Order         | Microsoft Windows, PlayStation 3, PlayStation 4, Xbox 360, Xbox One                         |
| 2015 | Wolfenstein: The Old Blood         | Microsoft Windows, PlayStation 4, Xbox One                                                  |
| 2016 | Quake: Dimension of the Past       | Microsoft Windows                                                                           |
| 2017 | Wolfenstein II: The New Colossus   | Microsoft Windows, Nintendo Switch, PlayStation 4, Xbox One                                 |
| 2019 | Wolfenstein: Youngblood            | Microsoft Windows, Nintendo Switch, PlayStation 4, Stadia, Xbox One                         |
| 2019 | Wolfenstein: Cyberpilot            | Microsoft Windows, PlayStation 4                                                            |
| 2021 | Quake: Dimension of the Machine    | Microsoft Windows, Nintendo Switch, PlayStation 4, PlayStation 5, Xbox One, Xbox Series X/S |
| 2024 | Indiana Jones and the Great Circle | Microsoft Windows, Xbox Series X/S                                                          |
| Н/Д  | Wolfenstein III                    | Н/Д                                                                                         |